# Колтау (Марамуреш)
Колтау (рум. Coltău) насеље је у Румунији у округу Марамуреш у општини Колтау. Oпштина се налази на надморској висини од 169 m.

## Становништво
Према подацима из 2002. године у насељу је живело 1859 становника.

### Попис2002.
| Расподела становништва по националности 2002.‍ | Расподела становништва по националности 2002.‍ | Расподела становништва по националности 2002.‍ | Расподела становништва по националности 2002.‍ | Расподела становништва по националности 2002.‍ |
| --------------------------------------------- | --------------------------------------------- | --------------------------------------------- | --------------------------------------------- | --------------------------------------------- |
|                                               |                                               |                                               |                                               |                                               |
| Румуни                                        | Румуни                                        |                                               | 42                                            | 2,3%                                          |
| Мађари                                        | Мађари                                        |                                               | 1.168                                         | 62,8%                                         |
| Роми                                          | Роми                                          |                                               | 649                                           | 34,9%                                         |